# Nokia E63
Nokia E63 – telefon firmy Nokia, tańsza wersja telefonu biznesowego Nokia E71. Urządzenie zostało wprowadzone na rynek w roku 2008. Pracuje pod systemem operacyjnym Symbian S60v3. W przeciwieństwie do modelu E71, jest zrobiony z plastiku. Ma lekko zmodyfikowaną, w porównaniu z tą znaną z komputera, klawiaturę w układzie QWERTY. Aby móc pisać polskie znaki diakrytyczne, należy najpierw zmienić w systemie język tekstu na polski, a następnie nacisnąć odpowiednik danej litery razem z klawiszem Chr. W porównaniu do E71, Nokia E63 nie ma wbudowanego modułu GPS, HSDPA i ma aparat fotograficzny o niższej rozdzielczości. Urządzenie jest dostępne w dwóch wariantach kolorystycznych: ciemnoniebieskim i bordowym. Istnieją też inne wersje kolorystyczne, ale są one dostępne tylko u wybranych operatorów sieci komórkowych.

## Dane techniczne
- Forma: monoblok z pełną klawiaturą QWERTY
- Wymiary: 113 x 59 x 13 mm, waga: 126 g
- Wyświetlacz: 320px X 240px, 2.36", 16 milionów kolorów
- System operacyjny: Symbian OS9.2, S60 3 edycji
- Transmisja danych: CSD, HSCSD, GPRS klasa 32, EDGE klasa 32, 3G 384/384 kbps, WLAN IEEE 802.11b/g, obsługa TCP/IP
- Łączność: Micro-USB connector, wtyczka mini jack, Bluetooth 2.0
- Pamięć: wewnętrzna ~100 MB wolnych, karta pamięci MicroSD do 16 GB
- Zainstalowane oprogramowanie: przeglądarka PDF, pakiet biurowy Quickoffice (obsługa formatów Word, Excel), PowerPoint
- Aparat fotograficzny: 2 Mpx bez autofocusa), nagrywanie wideo (320x240 px 15 FPS)